# Tchaourou

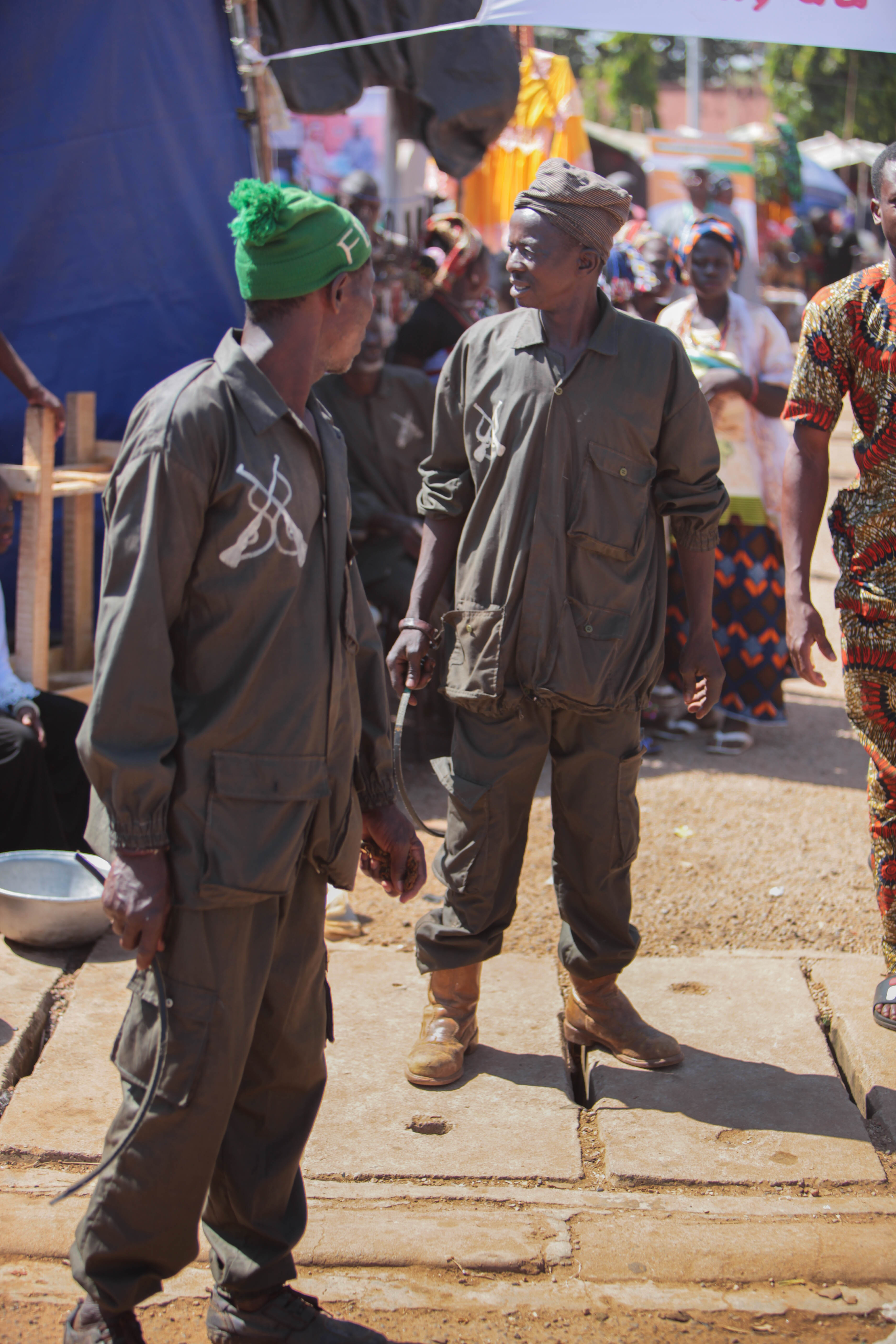
Cacciatori in Tchaourou.

Tchaourou è una città situata nel dipartimento di Borgou nello Stato del Benin con 127 169 abitanti (stima 2006).

## Amministrazione
Il comune è formato dai seguenti 7 arrondissement:
- Alafiarou
- Bétérou
- Goro
- Kika
- Sanson
- Tchaourou
- Tchatchou